# Nueva Organización Sionista

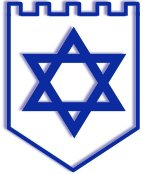
Escudo de la Nueva Organización Sionista.

La Nueva Organización Sionista fue un intento del movimiento del Sionismo revisionista de establecer un rival para la Organización Sionista. La Nueva Organización Sionista se creó en 1935 cuando la Organización Sionista no aceptó el programa propuesto por Zeev Jabotinsky. Se disolvió en 1946 cuando los seguidores de Jabotinsky decidieron volver a formar parte de la Organización Sionista por causa de su aceptación del Programa Biltmore.
- Datos: Q2912047